# Mikrotik
MikroTik é uma empresa da Letônia, fabricante de equipamentos para redes de computadores. Vende produtos wireless e roteadores. Foi fundada em 1995, com intenção de venda no mercado emergente de tecnologias wireless. Seus equipamentos são muito utilizados por provedores de banda larga e empresas dos mais variados segmentos (hotéis, pousadas, universidades, empresas, etc) em todo o mundo, em função de sua conhecida estabilidade e versatilidade.

Logomarca

## Produtos

### RouterOS
O principal produto da empresa é o sistema operacional baseado em Linux chamado MikroTik RouterOS. Ele permite que qualquer plataforma x86 torne-se um poderoso roteador, com funções como VPNs, Proxy, Hotspots, Controle de Banda, QoS, Firewall, dentre outras, que variam de acordo com o nível de licença do sistema adquirido.
Com o RouterOS pode-se criar uma rede muito segura, com um firewall eficiente e concatenação de conexões (link aggregation). Além disso, o sistema conta com o suporte de protocolos de roteamento, entre eles BGP, RIP, OSPF, MPLS, etc.
Para a administração deste ambiente, os seguintes métodos estão disponíveis:
- Console (CLI) — todas as funções podem ser configuradas via linha de comando (teclado e monitor ou remoto)
- Winbox (GUI) — software de configuração que roda em plataforma Windows, Linux ou Mac. Oferece uma sofisticada GUI para o sistema permitindo, também conexões FTP e Telnet, além de acesso por SSH.
- Webfig (WEB) — configuração em ambiente web, possui um design semelhante ao Winbox, com algumas limitações.
- Tik-App (APP) — aplicativo em fase de testes voltado para configuração a partir de smartphones e tablets.
- Dude — software que permite a criação e manutenção de toda a rede. Permite o mapeamento da rede e também monitora em tempo real a banda dos links e funciona como ferramenta de monitoramento, indicando quando hosts estão ativos ou caídos.

Outras funções/modos de operação são:
- Roteador dedicado
- Bridge com filtros em layer2
- Firewall com layer7 e diversos filtros
- Controle de velocidade, garantia de banda, burst, hierarquia e disciplinas de filas
- Ponto de Acesso Wireless modo 802.11 e proprietário, cliente wireless
- WDS, NSTREME, NSTREME Dual
- Concentrador PPPoE, PPtP, IPSeC, L2TP, etc.
- Roteador de Borda
- Servidor Dial-in e Dial - out
- Hotspot e gerenciador de usuários
- WEB Proxy (cache de páginas e arquivos)
- Recursos de Bonding, VRRP, etc.
- Virtualização com Xen e MetaRouter
- Linguagem avançada de scripts
- Roteamento com OSPF, MPLS, BGP, etc.
- Ferramentas: watchdog, bandwidth test, torch

Existem alguns outros softwares que complementam o RouterOS quando usado em provedores de internet por meio de servidores radius como o MK-AUTH que incluir no mesmo a função de emissão de boletos, corte automatico de clientes, emissão de nota fiscal, central do assinante e etc.

### RouterBOARD
RouterBoard é o nome dado a uma série de produtos MikroTik que combina o RouterOS com uma linha de hardware próprio. É projetado para provedores de pequeno e médios porte, oferecendo acesso banda larga via rede sem fios. São equipamentos de rádio ou roteadores compactos, que tem a capacidade de montar links wireless com alta capacidade de tráfego, inclusive utilizando duas antenas e uma configuração especial chamada Nstreme. Além disso, conta com inúmeras ferramentas de análise e monitoramento.Dentre elas a execução de scripts.

## Ataques
Em agosto de 2018, foram detectados ataques a roteadores MikroTik para minerar criptomoedas na web. É possível 170 mil roteadores tenham sido atacados. Apesar da falha ter sido corrigida, muitos usuários não atualizarem seus roteadores até a data da publicação.